# Beltrán II de Provenza

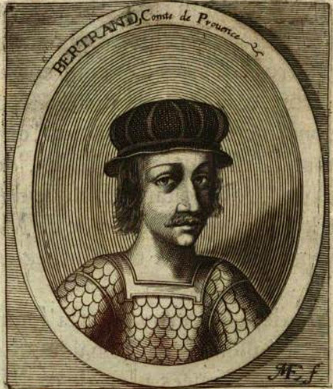
Bertrando II de Provenza, 1655.

Guillermo VI Beltrán II (m. 1093) fue conde de Provenza tras la muerte de su padre Fulco Beltrán, aunque no se le menciona hasta el año siguiente (1063). Fulco era o bien el hijo mayor o el segundo mayor de Godofredo.
Hay mucha confusión en relación con los últimos condes de Provenza de la primera y nativa dinastía. Ambos Godofredo I  y su hermano Fulco Beltrán tuvo hijos llamados bien Guillermo bien Beltrán. Parece que el primo de Beltrán, Beltrán I, gobernó como marchio (margrave) hasta su muerte alrededor del año 1094 y fue sucedido en sus títulos por Raimundo IV de Tolosa.
De su esposa Matilde tuvo una hija llamada Cecilia, que se casó con Beltrán Ato IV, vizconde de Carcasona.